# Mary: A Fiction

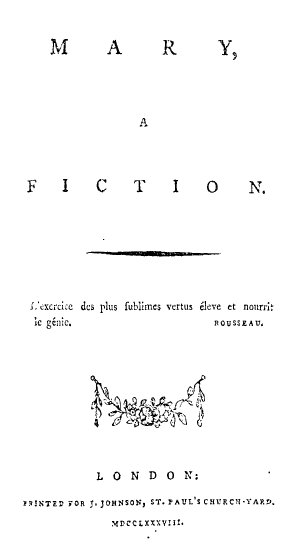
Mary fiction

Mary: A fiction est le premier et le seul roman complet écrit par la féministe britannique Mary Wollstonecraft. Il raconte l'histoire tragique des relations d'amitié platoniques successives d'une héroïne avec une femme et un homme.